# Cua de ventall dorsi-rogenc
El cua de ventall dorsi-rogenc (Rhipidura rufidorsa) és un ocell de la família dels dicrúrids (Dicruridae).

## Hàbitat i distribució
Habita els boscos de Nova Guinea, Misool i Yapen.